# Gustav von Hugo

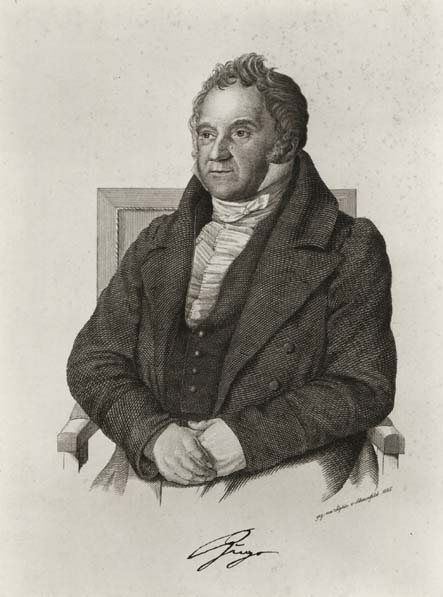
Gustav von Hugo.

Gustav von Hugo (Lörrach, Estado de Baden, Alemania, 23 de noviembre de 1764 – Gotinga, Alemania, 15 de septiembre de 1844) fue un importante jurista alemán y uno de los fundadores de la escuela histórica del derecho, junto con Friedrich Karl von Savigny y Bernhard Windscheid.
Asistió al gymnasium en Karlsruhe, matriculándose posteriormente, en 1782, en la Universidad de Gotinga. Cursó estudios de derecho durante tres años, y más tarde, conseguiría el doctorado en la Universidad de Halle, en 1788. Ese mismo año, volvió a la Universidad de Gotinga como profesor auxiliar, para obtener la titularidad plena en 1792. Cabe destacar que será el profesor del príncipe de Anhalt-Dessau, Leopoldo I, lo que le dará gran prestigio y acelerará aún más su carrera como docente. Además, será amigo de los Hermanos Grimm, conservándose gran cantidad de cartas que nos muestran a Hugo como una persona sincera y abierta.
Entre 1828 y 1829 escribe "Beiträge zur civilistischen Bucherkenntniss der letzten vierzig Jahre" (Contribuciones al conocimiento civilista de los últimos cuarenta años), donde analiza el método de enseñanza del derecho romano por entonces seguido en las universidades alemanas.
A von Hugo se le atribuye la creación de la expresión "filosofía del derecho", pues aparece en su "Tratado de derecho natural o filosofía del derecho positivo", 1797.